# Синий цветной флейтист
Синий цветной флейтист (лат. Ptilorrhoa caerulescens) — вид птиц семейства флейтистовых.
Эндемик Новой Гвинеи. Распространён в северном и южном равнинных поясах острова (хотя в последнем он отсутствует южнее реки Флай) и на полуострове Чендравасих. Живёт в тропических дождевых лесах с густым подлеском и в галерейных лесах.
Мелкая птица длиной до 22 см, весом 49—61 г. Это птицы с крепким, но стройным телосложением, с округлой головой, тонким клювом со слегка изогнутым кончиком, закруглёнными крыльями, крепкими и вытянутыми ногами и длинным хвостом с закруглённым концом. Оперение синего цвета, только горло, щёки и верхняя часть груди белые, а первичные маховые перья тёмно-коричневые. Клюв и ноги черноватые, глаза янтарно-жёлтые.
Активен днём. Держится в одиночку или парами. Большую часть дня проводит на земле или среди низких ветвей кустов, где ищет пищу. Питается насекомыми и мелкими беспозвоночными.
Сезон размножения приходится на конец сухого сезона (октябрь—декабрь). Моногамные птицы. Гнездо строит среди нижних ветвей кустарников. Данных о репродуктивном поведении мало.